# Nemesio Oseguera Cervantes
Nemesio Rubén Oseguera Cervantes (Aguililla, Michoacán, 17 de julio de 1966), más conocido como El Mencho, es un narcotraficante mexicano y líder del Cártel de Jalisco Nueva Generación (CJNG). Es uno de los capos más buscados de México y de Estados Unidos. Este último país ofrece una recompensa de 15 millones de dólares por información que conduzca a su arresto o condena. Buscado por tráfico de drogas, participación en el crimen organizado y posesión ilegal de armas de fuego.
Según informes de inteligencia, fue responsable de una escalada criminal contra militares y policías, desde 2014, en varias ciudades mexicanas y de traficar drogas, presuntamente, desde América, Asia, Europa y África. Bajo su mando, el CJNG se convirtió en una de las principales organizaciones criminales de México, haciéndole un fuerte contrapeso en la lucha por el poder de la criminalidad local con el Cártel de Sinaloa su ex aliado y patrocinador en su lucha a muerte contra su gran enemigo "Los Zetas" (desaparecidos en 2018) y su facción sobreviviente "Cártel del Noreste", razón por la cual el CJNG también es llamado Los Mata Zetas (L.M.Z).

## Biografía
Nemesio Oseguera Cervantes nació el 17 de julio de 1966 en la comunidad rural de Aguililla en Michoacán, México. Su nombre de pila es citado como "Rubén" o "Nemesio".   Tiene alias alternativos como "Nemecio", "Rubén Acerguera Cervantes", "Lorenzo Mendoza" y "Nemesio Oseguera Ramos". Algunas fuentes afirman que su nombre de nacimiento era Rubén, pero que lo cambió a Nemesio en memoria de su padrino.  Es ampliamente conocido por su alias "El Mencho", apodo que deriva de la derivación fonética de Nemesio. Otro apodo es "El Señor de los Gallos", que se dice que se deriva de su amor por las peleas de gallos.
El Mencho creció en una familia pobre que cultivaba aguacates. Tuvo cinco hermanos: Juan, Miguel, Antonio, Marín y Abraham.  Abandonó la escuela primaria en quinto grado para trabajar en el campo. A la edad de 14 años comenzó a vigilar plantaciones de marihuana. Unos años más tarde, en la década de 1980, emigró ilegalmente al estado de California, Estados Unidos. Para ocultar su identidad en los Estados Unidos, utilizó diferentes nombres y combinaciones, como "Rubén Ávila", "José López Prieto", "Miguel Valadez", "Carlos Hernández Mendoza", "Roberto Salgado", entre otros.

## Trayectoria criminal

### Estancia en Estados Unidos
En 1986, vivió en el Área de la Bahía de San Francisco. Fue arrestado por la policía de San Francisco a la edad de 19 años por propiedad robada y portación de un arma cargada. Dos meses después de su detención, nació su primer hijo. Según los registros de entrada a la frontera, El Mencho cruzó la frontera entre Estados Unidos y México varias veces a finales de la década de 1980 bajo otros alias. La DEA y los investigadores mexicanos creen que fue durante este tiempo que se involucró en la producción y comercio de metanfetamina en Redwood City, junto a su cuñado Abigael González Valencia (alias "El Cuini").

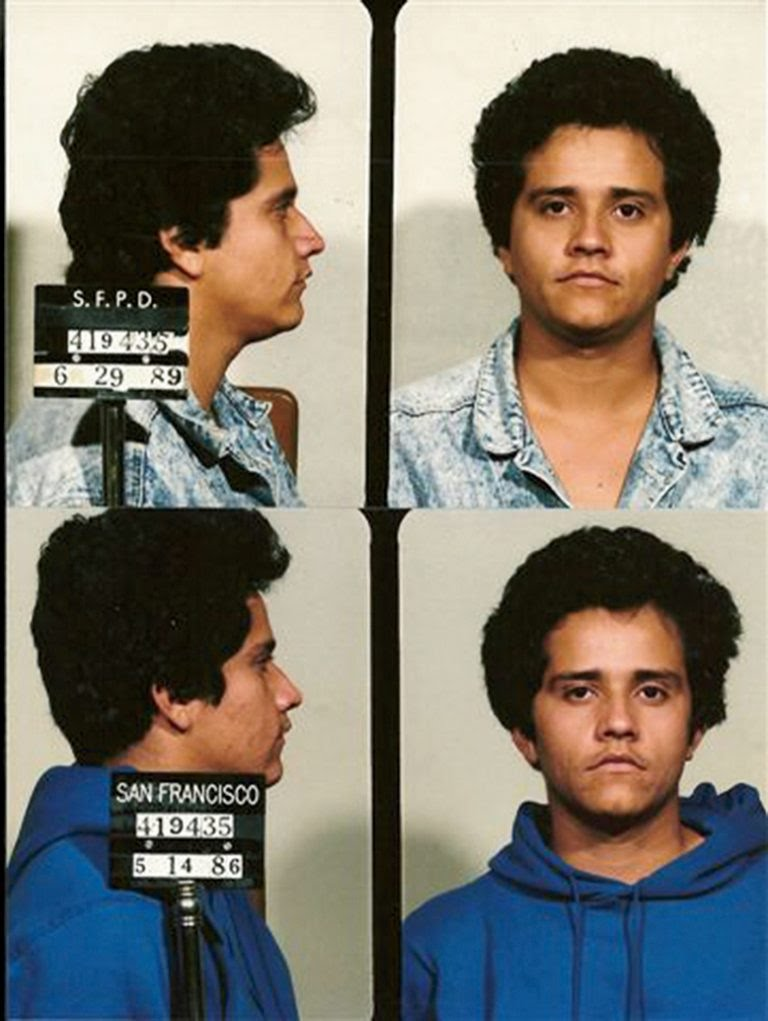
Fotografías policiales de El Mencho en las ocasiones que cayó preso en Estados Unidos (1986 y 1989)

En 1989, El Mencho fue arrestado nuevamente en San Francisco por vender narcóticos. Fue deportado a México varios meses después, pero volvió a ingresar a Estados Unidos y se reasentó en San Francisco. En septiembre de 1992, fue arrestado de nuevo, esta vez por cargos federales de drogas en Sacramento, California.  Según los registros judiciales, El Mencho y su hermano Abraham estaban en un bar de San Francisco conocido como Imperial para llevar a cabo un negocio de heroína: cinco onzas por 9.500 dólares. Abraham estaba a cargo de la transacción, mientras que El Mencho actuaba como vigía. El Mencho tenía 26 años en ese momento, mucho más joven que Abraham, pero fue lo suficientemente inteligente como para reconocer que la transacción fue un montaje de la policía. Le dijo a su hermano que los hombres a los que les daban la heroína le entregaban billetes de dólar perfectamente apilados en lugar de sueltos. A través de una conversación interceptada, la policía escuchó a El Mencho advirtiéndole a su hermano que nunca volviera a hacer negocios con ellos, ya que eran policías encubiertos.

### Deportación
Tres semanas después del incidente, ambos hombres fueron arrestados por la policía. En el tribunal, El Mencho insistió en que era inocente. Dijo que no estaba involucrado en el negocio de heroína y que los agentes encubiertos mentían sobre su manejo de las drogas. La fiscalía insistió en que ambos hermanos trabajaban juntos. A El Mencho le quedaron pocas opciones; si se declaraba inocente, su hermano Abraham, que ya tenía sentencias por delitos graves relacionados con drogas en su historial, probablemente enfrentaría cadena perpetua. Su defensa entendió que si se decidía por un juicio con jurado, probablemente ganarían el caso. Decidió declararse culpable y proteger a su hermano de la cadena perpetua. Fue sentenciado a 5 años y encarcelado en el Centro Correccional Big Spring en Texas, que alberga a una gran población de inmigrantes ilegales.
Después de tres años, salió de prisión en libertad condicional y fue deportado a México a la edad de 30 años.  En México, se unió a las fuerzas policiales locales de Cabo Corrientes y Tomatlán en el estado de Jalisco. Después de un tiempo, dejó la policía y se unió al crimen organizado como miembro de tiempo completo del Cartel del Milenio.  Para fortalecer su relación con el Cartel del Milenio, El Mencho se casó con una de las hermanas del líder del clan, Rosalinda González Valencia. Fue en este grupo criminal donde El Mencho se convertiría en una figura destacada del crimen organizado.

### Ascenso al liderazgo de su primer cártel
En el Cártel del Milenio, El Mencho comenzó como miembro del escuadrón de asesinos que protegía al narcotraficante Armando Valencia Cornelio (alias "El Maradona"). El 12 de agosto de 2003, su jefe fue arrestado por las autoridades mexicanas. Casi al mismo tiempo, un grupo criminal rival conocido como Los Zetas, con el respaldo del Cártel del Golfo, llevó a cabo una ofensiva armada contra el Cartel del Milenio en Michoacán. El ataque obligó a la familia Valencia a exiliarse en Jalisco.
El Mencho se mudó a la capital del estado, Guadalajara, con su suegro José Luis González Valencia (alias "El Quini") y Román Caballero Valencia. En Jalisco, El Mencho y el Cártel del Milenio formaron una alianza con el subgrupo del Cártel de Sinaloa encabezado por Ignacio "Nacho" Coronel, un narcotraficante de alto rango y aliado de Joaquín "El Chapo" Guzmán. Bajo el mando de Coronel, El Mencho y su grupo manejaron las operaciones de drogas, las finanzas y las actividades de asesinato del Cártel de Sinaloa en los estados de Colima y Jalisco.
El 28 de octubre de 2009, el máximo líder del Cártel del Milenio, Óscar Orlando Nava Valencia (alias "El Lobo") fue detenido. El 6 de mayo de 2010, su hermano Juan Carlos (alias "El Tigre") también fue detenido. Dos meses después, Coronel murió en un tiroteo con el ejército mexicano. Tras sus caídas, el Cártel del Milenio comenzó a resquebrajarse y Oseguera Cervantes intentó apoderarse de su estructura de liderazgo.
Una secta dentro del Cártel del Milenio quería designar como líder del grupo a Elpidio Mojarro Ramírez (alias "El Pilo"), quien trabajó estrechamente con Óscar Orlando y Juan Carlos antes de sus arrestos. Érick Valencia Salazar, uno de los miembros del clan, quería que Nemesio tomara el mando. El Mencho pidió entonces al otro bloque del Milenio que entregara a Gerardo Mendoza (alias "Tecato" o "Cochi") por el asesinato de un grupo de hombres que le reportaban en Tecomán, Colima. La otra división rechazó la petición de Oseguera, lo que provocó una guerra interna.
El Cártel del Milenio se dividió en dos. Un bando era conocido como La Resistencia, el otro era Los Mata Zetas, encabezados por El Mencho. La Resistencia acusó a Los Mata Zetas de entregar a Óscar Orlando a las autoridades. Se desató una guerra y los dos grupos lucharon por los territorios del contrabando de drogas en Jalisco. Para legitimar su presencia, el grupo de El Mencho lanzó una campaña de propaganda contra sus enemigos, denunciando las extorsiones realizadas por bandas rivales contra civiles, empresarios y autoridades gubernamentales. Los Mata Zetas finalmente ganaron la guerra y consolidaron su influencia en el oeste de México. Luego, el grupo cambió su nombre a Cártel de Jalisco Nueva Generación (CJNG).

## Líder del CJNG

### Inicios y gestión de poder

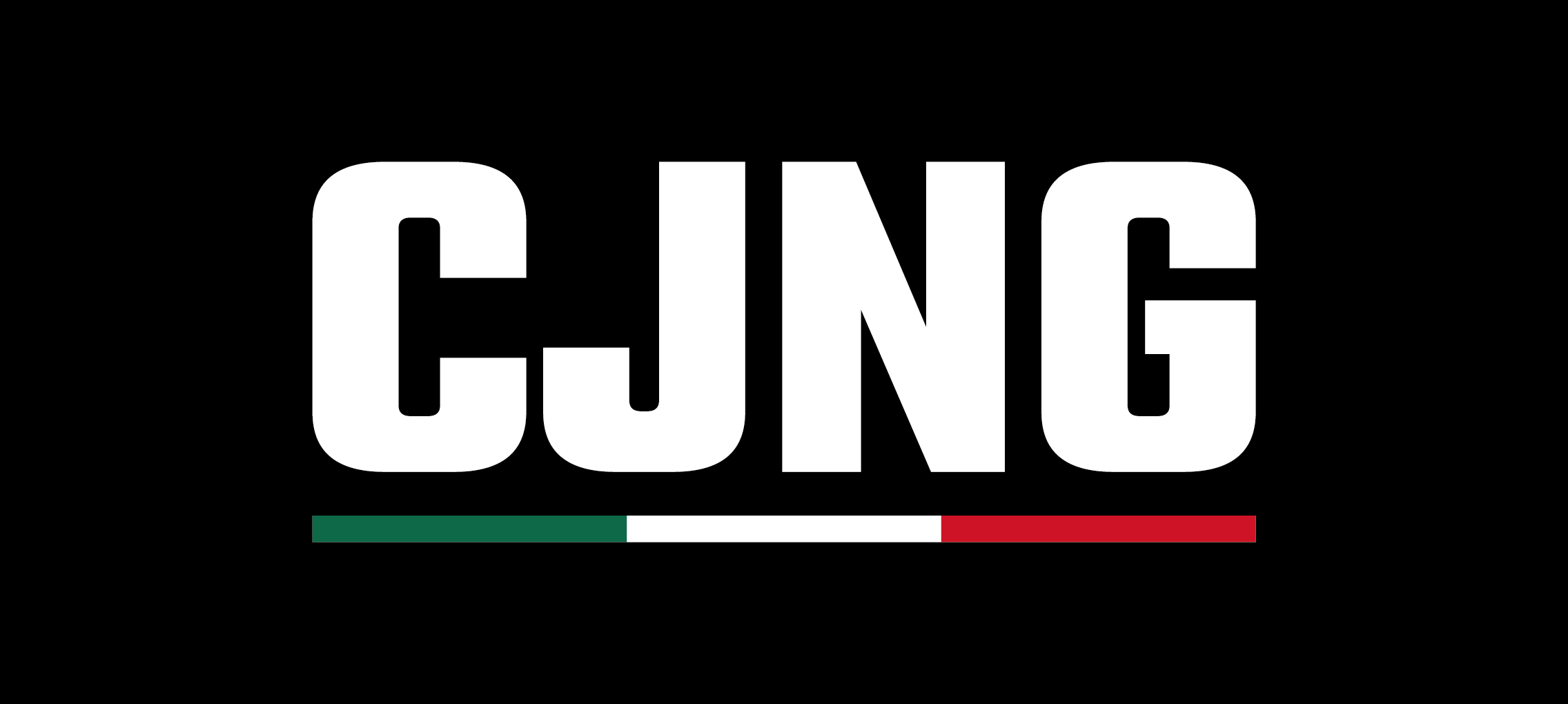
Logotipo del Cártel de Jalisco Nueva Generación, organización criminal fundada y liderada por El Mencho.

Como líder del CJNG, El Mencho consolidó su posición e hizo crecer su organización a través de la expansión territorial y corrompiendo a funcionarios del gobierno. El CJNG pasó de ser una pequeña banda criminal a uno de los principales grupos criminales de México. A lo largo del proceso, El Mencho se estableció como uno de los criminales más buscados de México. Su ascenso a la fama se debe a una serie de factores, incluyendo las muestras agresivas y sensacionalistas de violencia pública por parte del CJNG. Los ataques directos del CJNG contra las fuerzas de seguridad de México le valieron al Mencho una reputación entre las autoridades como el "enemigo principal" del Estado y como un criminal peligroso. Además, la caída de los antiguos jefes criminales de México despejó el camino para que El Mencho ganara visibilidad y estatus.
Consolidó sus operaciones en Jalisco y sus estados adyacentes luchando contra las incursiones de grupos criminales como Los Zetas y el Cártel de los Caballeros Templarios. Según fuentes gubernamentales, es responsable de supervisar todas las operaciones de narcotráfico del CJNG en los estados de Jalisco, Colima y Guanajuato, donde creó un bastión para la producción y el comercio de metanfetaminas.
Su capacidad operativa en México se concentra en 8 estados: Jalisco, Colima, Nayarit y Veracruz, donde controla firmemente las operaciones de narcotráfico, y Guanajuato, Morelos, Guerrero y Michoacán, donde combate a grupos narcotraficantes rivales que compiten entre sí. Entre 2014 y 2016, la única región del país donde el CJNG perdió presencia territorial fue en la Ciudad de México. A nivel internacional, el CJNG tiene vínculos con grupos criminales en Estados Unidos, América Latina, Europa, Asia y África. A escala internacional, el CJNG se centra principalmente en el tráfico de cocaína y metanfetamina. 
El Mencho logró convertir al CJNG en una de las bandas criminales más rentables de México. El gobierno estima que el grupo de El Mencho tiene alrededor de US$50 mil millones en activos totales. Este éxito fue compartido con Abigael González Valencia, su cuñado, quien encabezaba un grupo narcotraficante conocido como Los Cuinis, aliado del CJNG. Parte del éxito de El Mencho en el tráfico de drogas tuvo que ver con su capacidad para elaborar estrategias de cambio en el mercado y en los consumidores. Inicialmente, el CJNG producía metanfetamina, pero luego pasó a la producción de heroína cuando la demanda de los consumidores cambió.
En 2019, Kyle Mori, el jefe del equipo de la DEA encargado de localizar al Mencho, declaró en una entrevista con Univisión que creía que El Mencho tenía un patrimonio neto de al menos 500 millones de dólares y que también podría valer más de 1.000 millones de dólares.

### 2018-presente: Búsqueda

Cartel en el que la DEA ofrece 10 millones de dólares por información que sirva para dar con el arresto de Nemesio Oseguera Cervantes “El Mencho”.

Se presumió su muerte el 23 de marzo de 2018 en la frontera del estado Nayarit con la región conocida como el "Triángulo Dorado" (Sinaloa, Durango y Chihuahua), en un enfrentamiento que sostuvieron Oseguera y sus escoltas contra el ejército mexicano recibiendo disparos de un helicóptero artillado. Más tarde la información sería desmentida por el periodista Joaquín Lopéz-Dóriga de Televisa y la propia Procuraduría General de la República (PGR).
En 2018 fue responsable de un atentado contra un exfiscal de la PGR en Jalisco, afuera de un restaurante Suntory en Guadalajara. 
Desde la formación del CJNG, el Mencho ha logrado expandir a todos los estados de México las acciones del cártel, teniendo presencia notable en Guanajuato, Jalisco, Colima, Nayarit, Oaxaca, San Luis Potosí, Estado de México, Ciudad de México, Veracruz, Querétaro, Yucatán y Quintana Roo. También tiene presencia internacional en Estados Unidos, Chile, Colombia, Japón, Australia, España y, sin confirmar, en Canadá, Argentina, Países Bajos, Ghana, Nigeria, Marruecos, Rusia, Los Balcanes, Medio Oriente, China, Corea del Sur, Alemania, Perú, Centroamérica, Bolivia, Malasia, Indonesia, Laos, Vietnam, Polonia, Australia y Camboya, lo que ha llevado en 2018 a superar al Cártel de Sinaloa en el control del tráfico nacional e internacional de drogas por primera vez desde su conformación. Ese mismo año, la PGR aumentó a 30 millones de pesos la recompensa a quien brinde información que conduzca a la captura o muerte del Mencho, convirtiéndose así en el narcotraficante más buscado de México junto a Ismael "El Mayo" Zambada, líder del Cártel de Sinaloa. La agencia antidrogas de Estados Unidos (DEA) aumentó la recompensa por la captura del Mencho de USD$6 a USD$10 millones de dólares, además de agregarlo a su lista de los más buscados.
En julio de 2019, el Secretario de Seguridad Pública del estado de Michoacán, Martín Godoy Castro, murió al estrellarse el helicóptero en el que viajaba. Se dirigía a un evento en Huetamo (Michoacán), partiendo de la capital del estado, Morelia. "El Mencho" está señalado como el probable autor intelectual de este hecho.
El 16 de noviembre del 2021, Rosalinda González Valencia, esposa de Nemesio, fue detenida por elementos de la Secretaría de la Defensa Nacional en Zapopan, Jalisco. Después de la detención de Rosalinda se realizaron diferentes operativos en el municipio ya que se estaba buscando a dos marinos que fueron presuntamente secuestrados por la hija del narcotraficante.
Tras el arresto del líder del Cártel de Sinaloa, Ismael "El Mayo" Zambada en julio de 2024, El Mencho se convirtió en el narcotraficante más buscado de México. En diciembre del mismo año, Estados Unidos aumentó la recompensa de 10 a 15 millones de dólares por la  captura de El Mencho.

#### Luchas internas
En marzo de 2017, El Mencho ordenó el asesinato de El Cholo, un exmiembro del CJNG que traicionó al CJNG al unirse al Cártel Nueva Plaza y conspirar contra sus antiguos aliados. El Cholo fue marcado para la muerte por El Mencho después de que asesinó a un operador financiero del CJNG apodado "El Colombiano", pero el intento de asesinato fue un fracaso. Posteriormente, El Cholo tomó represalias cofundando un nuevo cártel llamado Cártel Nueva Plaza. El cofundador del CJNG, Erick Valencia Salazar, también se separó de El Mencho y se convirtió en un líder de alto rango en el Cartel Nueva Plaza. También han formado una rivalidad con El Mencho y el CJNG. El Cholo fue asesinado posteriormente, y su cuerpo fue descubierto apuñalado y envuelto en plástico en un banco de un parque en el centro de Tlaquepaque el 18 de marzo de 2021.

## Familia
El Mencho tiene cinco hermanos: Juan, Miguel, Antonio, Marín y Abraham. En la década de 1990, Abraham recibió una sentencia de 10 años de prisión en California. En 2013, las autoridades mexicanas lo acusaron de asesinato en Michoacán. Posteriormente se retiraron los cargos y se cerró el caso. 
Marín fue acusado en un tribunal de California, pero los cargos no están disponibles al público. Antonio vivía en Estados Unidos y fue liberado de una prisión de Misisipi en 2001 después de completar su sentencia por cargos de daños a la propiedad.  Fue arrestado en Jalisco el 4 de diciembre de 2015 por el Ejército y la Armada de México por trabajar como uno de los principales operadores financieros de El Mencho. Según el gobierno mexicano, Juan y Miguel están involucrados con el CJNG. Juan fue acusado en Michoacán de robo, pero el caso fue luego sobreseído.
Además, las autoridades mexicanas sospecharon en 2016 que Omar Eleazar Oseguera Cervantes formaba parte de la estructura de liderazgo del CJNG. Aunque tiene el mismo apellido que El Mencho, figuraba como su yerno y no como uno de sus hermanos.  Según se informa, trabaja como uno de sus principales jefes de seguridad.  El cuñado de El Mencho, Elvis González Valencia, también fue arrestado en 2016. Se había desempeñado como principal financista del CJNG. Posteriormente fue puesto en libertad en diciembre de 2016.
En mayo de 2018, la esposa de El Mencho, Rosalinda, fue arrestada por cargos de lavado de dinero. Rosalinda fue liberada posteriormente después de que se le concediera una fianza de 1,5 millones de pesos (78.000 dólares) en septiembre de 2018, pero sigue acusada penalmente y aún enfrentará juicio.
En febrero de 2020, la hija de El Mencho, Jessica Johana, de 33 años, conocida como “La Negra”, fue arrestada en Washington D. C. cuando iba a ver a su hermano Rubén, quien estaba extraditado a Estados Unidos por tráfico de drogas. Fue acusada de realizar transacciones o tratos con propiedades con empresas incluidas en la lista negra del Departamento del Tesoro y de brindar apoyo financiero al CJNG. Se declaró culpable el 12 de marzo de 2021 y el 11 de junio fue condenada a 2 años de prisión.
En noviembre de 2021, Rosalinda, conocida como “La Jefa”, fue detenida en el municipio de Zapopan, Jalisco. Al momento de esta detención, se descubrió que la esposa de El Mencho era jefa financiera del CJNG.
En diciembre de 2022, el hermano de El Mencho, Antonio Oseguera Cervantes, conocido como "El Tony Montana", fue arrestado durante una redada del ejército en Guadalajara.

## Salud
En 2020, se informó que El Mencho padece una enfermedad renal y había construido un hospital en el pueblo de El Alcíhuatl para ayudar a tratarla. En 2022, Insight Crime informó que, de hecho, no se había visto al Mencho durante años en medio de preocupaciones sobre su mala salud.

### Presunta muerte
En febrero de 2022, hubo informes no confirmados que indicaban que El Mencho había muerto de un paro respiratorio mientras recibía tratamiento en un hospital privado de Guadalajara. La reivindicación de su muerte fue respaldada poco después por mensajes de "narcomantas" que aparecieron en los alrededores de la ciudad de Colima y que fueron escritos por los Mezcales (también conocido como Cartel Independiente de Colima), presumiblemente encabezados por el leal al Mencho, José Bernabé Brizuela Meraz, alias "La Vaca". También se informó que La Vaca desertó del CJNG debido a la muerte de El Mencho.
El 4 de enero de 2025, en un artículo publicado por "El Blog del Narco", se afirma que el periodista Ricardo Ravelo señaló que agentes anónimos de la DEA habrían corroborado el fallecimiento de Nemesio Oseguera Cervantes, alias "El Mencho", debido a su enfermedad renal en el año 2022. Sin embargo, las autoridades mexicanas no han confirmado la noticia para evitar una escalada de violencia dentro del CJNG y en el país. El medio también afirma que los familiares realizaron varios actos funerarios.
El medio sostiene que, desde la supuesta muerte del capo, el CJNG ha mostrado fracturas internas, con líderes locales que se habrían independizado, como el caso de José Bernabé Brizuela Meraz, alias “La Vaca”, quien fundó el Cártel Independiente de Colima. Asimismo, “El Blog del Narco” señala que delitos como extorsiones y secuestros han incrementado dentro del grupo criminal debido a las decisiones de los nuevos mandos, que presuntamente serían los yernos de “El Mencho”.
Es importante recalcar que, a pesar de estas declaraciones, ni el gobierno mexicano ni la DEA han hecho declaraciones oficiales sobre la muerte de "El Mencho". Por el contrario, el 4 de diciembre, la DEA aumentó la recompensa a 15 millones de dólares por información que lleve a la captura de "El Mencho".
Esto refuerza la idea de que la DEA sigue buscando al capo, por lo que esta información debe tomarse con cautela.
El 9 de enero de 2025, durante la conferencia de prensa “La Mañanera”, Alejandro Gertz Manero, fiscal general de la República, alegó que “no se podía dar esa información”. Esto deja en duda la situación de “El Mencho”.